# Jean Marie Dongou
Jean Marie Dongou, de son nom complet Jean Marie Dongou Tsafack, né le 20 avril 1995 à Douala, est un footballeur camerounais qui évolue au poste d'attaquant.

## Biographie

### FC Barcelone
En 2008, Jean Marie Dongou, alors âgé de treize ans, arrive à La Masia, le centre de formation du FC Barcelone, par l'intermédiaire de la Fondation de Samuel Eto'o.
À l'âge de 16 ans, Jean Marie Dongou débute avec l'équipe première du FC Barcelone le 9 août 2011 en finale de la Copa Catalunya.
Au début de la saison 2013-2014, l'entraîneur du Barça B Eusebio Sacristán lui confie le maillot frappé du numéro 9 faisant de Jean Marie Dongou le titulaire au poste d'avant-centre.
Le 24 juillet 2013, il dispute un match amical avec l'équipe première du FC Barcelone lors de la défaite 2-0 face au Bayern Munich. Trois jours plus tard, il inscrit ses deux premiers buts avec le FC Barcelone face à la modeste équipe norvégienne de Vålerenga alors qu'il était rentré à la mi-temps en remplaçant Lionel Messi. Le 2 août, Dongou inscrit un but avec le FC Barcelone face à Santos FC lors du Trophée Joan Gamper (victoire 8 à 0).
Sa première convocation pour un match de Première division a lieu le 23 novembre 2013 lors de la 14e journée du championnat d'Espagne entre le FC Barcelone et le Grenade CF. Mais il reste sur le banc tout le match.
Dongou joue son premier match officiel avec le FC Barcelone le 6 décembre 2013 en Coupe d'Espagne (1/16e de finale aller) sur le terrain du FC Carthagène où il marque un but lors de la victoire de son équipe 4 à 1. Dongou devient ainsi le premier joueur africain formé à La Masia parvenant à jouer avec l'équipe première du FC Barcelone.
Le 11 décembre 2013, Dongou joue son premier match de Ligue des champions face au Celtic Glasgow.

### Real Saragosse
Le 22 janvier 2016, Dongou rejoint le Real Saragosse qui évolue en D2 espagnole,.
Le 24 avril 2016, Dongou inscrit son premier doublé avec le Real Saragosse face au AD Alcorcón, participant ainsi à la victoire de son équipe.
En août 2016, il souffre d'une grave blessure au genou qui le laisse indisponible pendant plus d'une année.

### Gimnàstic de Tarragone
En août 2017, Dongou est recruté par le Gimnàstic de Tarragone qui milite en D2 Espagnole. Il fait ses débuts avec sa nouvelle équipe en novembre 2017 après sa longue convalescence. Il ne dispute que 8 matchs avec la formation Catalane, qui termine à la 15ème place en championnat et fait le choix de ne pas le conserver à la fin de la saison. Le 10 juillet 2018, il signe au CD Lugo, également équipe de D2 Espagnole

### CD Lugo
Au sein d'une équipe qui lutte pour le maintien, Dongou peine à s'exprimer. N'inscrivant qu'un but en 14 matches, il est prêté dès la mi-saison au Lleida Esportiu, club de troisième division. 

### Lleida Esportiu
Le changement de division ne semble pas permettre au joueur d'exploiter tout son potentiel. Arrivé le 30 janvier 2019, il n'inscrira pas le moindre but en 8 matches disputés.
De retour à Lugo le 30 juin 2019, il est libéré le 8 août.

### FC Honka
Le 11 février 2020, Dongou signe avec le club finlandais du FC Honka.

### Équipe nationale
Pour la première fois dans sa carrière, Jean Marie Dongou est convoqué pour disputer un match amical avec le Cameroun le 9 août 2013 face au Gabon mais le match n'a finalement pas lieu.
Dongou est de nouveau convoqué pour le match qualificatif de la Coupe du monde 2014 que le Cameroun dispute le 8 septembre 2013 face à la Libye.

### Style de jeu
Dongou est un attaquant doté d'un physique puissant. Il affirme avoir comme modèles son compatriote Samuel Eto'o, l'Anglais Wayne Rooney et l'Ivoirien Didier Drogba.

## Palmarès

### Distinctions individuelles
- FC Barcelone (U19)
  - Meilleur buteur de la NextGen Series en 2012 avec 7 buts
  - Élu meilleur joueur de la NextGen Séries en 2011-2012

## Statistiques
| Saison                | Club                   | Championnat           | Championnat | Championnat | Coupe(s) nationale(s) | Coupe(s) nationale(s) | Compétition(s) continentale(s) | Compétition(s) continentale(s) | Compétition(s) continentale(s) | Total | Total |
| Saison                | Club                   | Division              | M.          | B.          | M.                    | B.                    | Comp.                          | M.                             | B.                             | M.    | B.    |
| 2013-2014             | FC Barcelone           | Liga                  | 1           | 0           | 1                     | 1                     | C1                             | 1                              | 0                              | 3     | 1     |
| Sous-total            | Sous-total             | Sous-total            | 1           | 0           | 1                     | 1                     | -                              | 1                              | 0                              | 3     | 1     |
| 2015-2016             | Real Saragosse         | LaLiga 2              | 17          | 4           | -                     | -                     | -                              | -                              | -                              | 17    | 4     |
| 2016-2017             | Real Saragosse         | LaLiga 2              | 14          | 3           | -                     | -                     | -                              | -                              | -                              | 14    | 3     |
| Sous-total            | Sous-total             | Sous-total            | 31          | 7           | 0                     | 0                     | -                              | 0                              | 0                              | 31    | 7     |
| 2017-2018             | Gimnàstic de Tarragone | LaLiga 2              | 8           | 0           | -                     | -                     | -                              | -                              | -                              | 8     | 0     |
| Sous-total            | Sous-total             | Sous-total            | 8           | 0           | 0                     | 0                     | -                              | 0                              | 0                              | 8     | 0     |
| 2018-2019             | CD Lugo                | LaLiga 2              | 12          | 1           | 2                     | 0                     | -                              | -                              | -                              | 14    | 1     |
| Sous-total            | Sous-total             | Sous-total            | 12          | 1           | 2                     | 0                     | -                              | 0                              | 0                              | 14    | 1     |
| 2018-2019             | Lleida Esportiu (prêt) | Segunda División B    | 8           | 0           | -                     | -                     | -                              | -                              | -                              | 8     | 0     |
| Sous-total            | Sous-total             | Sous-total            | 8           | 0           | 0                     | 0                     | -                              | 0                              | 0                              | 8     | 0     |
| 2020                  | FC Honka               | Veikkausliiga         | 13          | 7           | 3                     | 0                     | C3                             | 1                              | 0                              | 17    | 7     |
| 2021                  | FC Honka               | Veikkausliiga         | 13          | 3           | 3                     | 0                     | C4                             | 3                              | 3                              | 19    | 6     |
| Sous-total            | Sous-total             | Sous-total            | 26          | 10          | 6                     | 0                     | -                              | 4                              | 3                              | 36    | 13    |
| Total sur la carrière | Total sur la carrière  | Total sur la carrière | 86          | 18          | 9                     | 1                     | -                              | 5                              | 3                              | 100   | 22    |